# 붓리 프앗퐁
붓리 프앗퐁(태국어: บุตรี เผือดผ่อง, 별명: 송(태국어: สอง →둘), 1990년 10월 16일 ~ )은 태국의 태권도 선수이다. 2008년 베이징 올림픽 태권도 여자 48kg급에서 은메달을 획득하였다. 그녀는 고등학교 단계의 공부를 여왕 폐하의 왕실 후원 하의 마하프루타람 여학교에서 배웠으며, 까셋삿 대학교 정치행정학부에서 수학했다. 

## 실적
- 제6회 베트남 세계 주니어 선수권 대회 금메달
- 제4회 요르단 아시아 주니어 선수권 대회 금메달
- 2007년 동남아시아 경기 대회(나콘랏차시마) 금메달
- 미국 태권도 US 오픈 금메달
- 2009년 동남아시아 경기 대회(비엔티안) 금메달

## 상훈
- 디렉쿠나폰 훈장 3등급(2009년)

## 같이 보기
- 올림픽 태권도 메달리스트 목록